# エド・スミス・スタジアム
エド・スミス・スタジアム（Ed Smith Stadium）は、フロリダ州サラソータにある野球場である。収容人員7,500人で、1989年に竣工した。ボルチモア・オリオールズがスプリングトレーニング時のホーム球場としている。また、2007年3月26日の松坂大輔が登板したシンシナティ・レッズ対ボストン・レッドソックス戦で球場新記録となる7,663人の観客動員を記録した。